# Корабни документи
Корабни документи – в търговското мореплаване - комплектът основни документи, който всеки плавателен съд следва да има.
Техният вид и брой се определя основно от международните конвенции касаещи корабоплаването. Всяка държава подписала и приела такава международна конвенция е длъжна да приложи в националното си законодателство изискванията на съответната конвенция за корабите под неин флаг. Съществуват и документи, които се изискват само от отделни държави, регистри или корабособственици в допълнение на конвенционалните.
Съгласно  "Наредба №5 за корабните документи" издадена от ИА Морска Администрация всеки български кораб от задгранично плаване с тонаж по-голям от 500 РТ трябва да има на борда следните документи:
- Свидетелство за регистрация - издава се от администрацията на флага, в случая - ИАМА
- Свидетелство за сигурност на конструкцията на товарен кораб;
- Свидетелство за сигурност на оборудването и снабдяването на товарен кораб и списък към него (форма E);

- Свидетелство за освобождаване - за допуснати изключения от изискванията, ако има такива;
- Свидетелство за сигурност на радиосредствата на товарен кораб и списък към него (форма R);

- Свидетелство за управление на безопасната експлоатация на кораба и предотвратяване на замърсяването;

- Международно свидетелство за сигурност на кораба;

- Копие на документа за съответствие на компанията;
- Международно свидетелство за тонаж (1969);
- Международно свидетелство за товарните водолинии;
- Международно свидетелство за освобождаване по товарните водолинии, ако има такова
- Международно свидетелство за предотвратяване на замърсяване с нефт;
- Дневник за нефтените операции;

- План и дневник за операции с твърди отпадъци;
- Международно свидетелство за предотвратяване на замърсяване с отпадъчни води
- Документ за надеждно комплектуване с екипаж;
- Списък на екипажа;
- Корабен дневник;
- Машинен дневник, когато има механичен двигател;
- Свидетелство за отплаване;
- Разрешително за корабна радиостанция;

- Радиодневник;
- Свидетелство за дератизация или свидетелство за освобождаване от дератизация;
- Свидетелство за наличие на застраховка или друго финансово обезпечаване на гражданска отговорност за щети от замърсяване с корабно гориво;
- Свидетелство за корабната аптека;
- Международно свидетелство за противообрастваща система (angl.: Antifouling certificate);
- Международно свидетелство и план за управление на енергийната ефективност;

- Морско трудово свидетелство и декларация за съответствие с Морската трудова конвенция
- Международно свидетелство и план за управление на баластните води;
- Дневник за баластните операции;
- Свидетелство за инвентарния опис на опасните материали.

Съществуват и други документи и сертификати в зависимост от вида на кораба и неговата експлоатация.